# Forțele Navale Române
 Forțele Navale Române (Rumuńskie Siły Morskie) – marynarka wojenna Rumunii. Składa się z floty operującej na Morzu Czarnym oraz flotylli rzecznej, która operuje na Dunaju. W 2011 liczyła 7150 ludzi i około 60 jednostek pływających. Fregaty stacjonują obecnie w Konstancy, a korwety w Mangalii. Od 1880 do 1948 roku marynarka nosiła nazwę Królewska Rumuńska Marynarka (Marina Regală Română), a od 1948 roku Rumuńskie Siły Morskie (Forțele Navale Române).

## Historia

### Początki i I wojna światowa

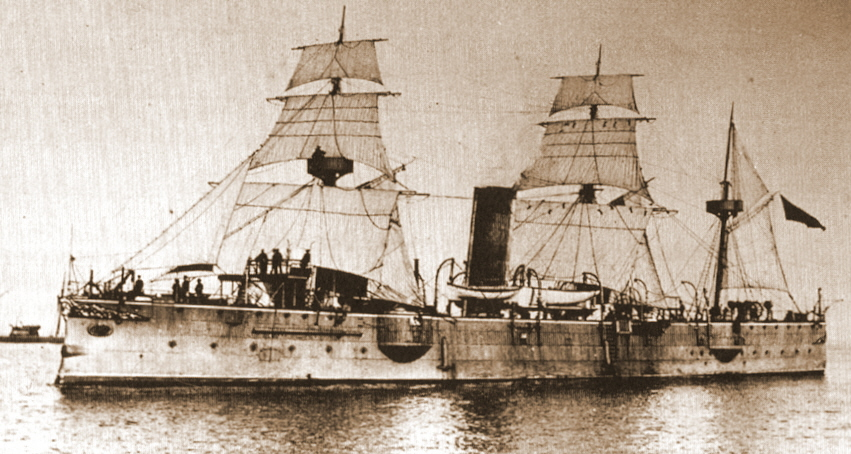
Krążownik „Elisabeta” z 1888

Początkowo własne siły morskie operujące na Dunaju były tworzone przez władców Muntenii, Mołdawii i Siedmiogrodu. Wspólna marynarka wojenna została utworzona 22 października 1860 roku w ramach Zjednoczonego Księstwa Mołdawii i Wołoszczyzny dekretem księcia Aleksandra Jana Cuzy. Posiadała wtedy 6 okrętów i 275 marynarzy stacjonujących w bazie w Izmaile, następnie przeniesionej do Braiły, ostatecznie w 1867 roku bazę ulokowano w Gałaczu. Pierwszy statek o napędzie parowym - „Rumunia” zwodowano w 1864 roku.
W czasie wojny rosyjsko-tureckiej w 1877 Rumunia wystąpiła po stronie Imperium rosyjskiego, a jej okręty pływały pod rosyjską banderą, wykonując głównie zadania zaopatrzeniowe na rzecz Rosjan oraz patrolując szlaki morskie. Jedynym sukcesami w tym konflikcie było zatopienie dwóch tureckich monitorów. Na skutek tej wojny Rumunia zyskała niepodległość oraz dostęp do Morza Czarnego, gdzie wybudowano port w Konstancy. W 1896 roku dekretem królewskim marynarkę rozdzielono na Dywizję Morską z dowództwem w Konstancy i Dywizję Dunaju z dowództwem w Gałaczu. W tym czasie rumuńskie okręty używały prefiksu NMS od Nava Majestatii Sale, czyli rumuńskiego odpowiednika brytyjskiego przedrostka HMS.
W momencie wybuchu I wojny światowej w 1914 roku marynarka wojenna posiadała z okrętów morskich o większej wartości jedynie przestarzały krążownik NMS „Elisabeta” z 1888, używany w czasie II wojny bałkańskiej (działa zdemontowano i umieszczono na lądzie, a okręt wycofano) i trzy stare francuskie torpedowce. Podczas wojny, w 1916 roku zmobilizowano nadto cztery statki pasażerskie, służące aktywnie jako krążowniki pomocnicze oraz transportowce wodnosamolotów. Oprócz tego flota rzeczna posiadała cztery nowoczesne monitory i osiem brytyjskich torpedowców rzecznych. W 1913 roku zamówiono we Włoszech cztery nowoczesne niszczyciele, lecz nie zostały dostarczone z uwagi na wybuch wojny.  Przez całą wojnę zatopiono jedynie austro-węgierski monitor, który wszedł na minę.

### Okres międzywojenny i II wojna światowa

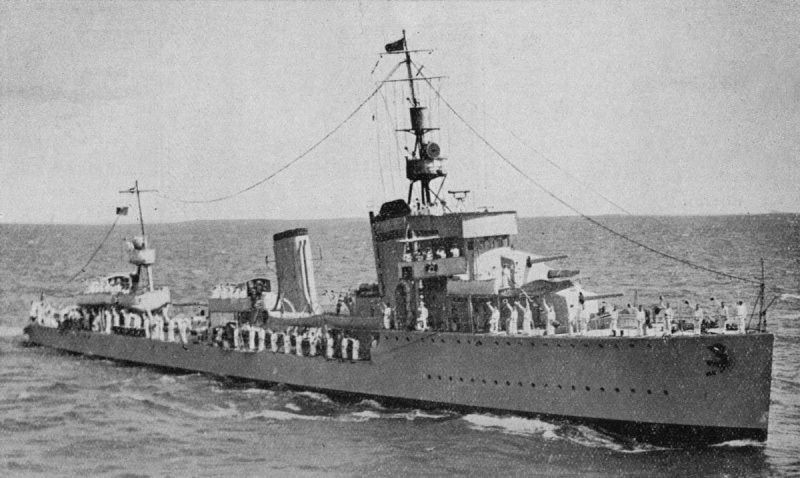
Niszczyciel NMS „Regele Ferdinand” w 1935

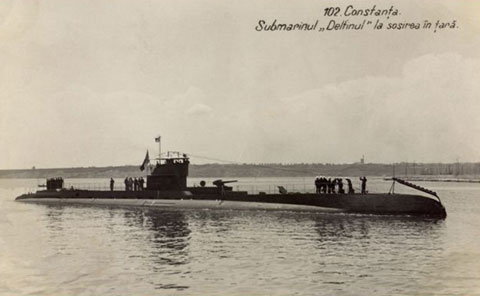
NMS „Delfinul”

Wkrótce po wojnie marynarka wzbogaciła się o sześć torpedowców przejętych po podziale floty Austro-Węgier typów Tb 74T i Tb 82F (siódmy zatonął podczas transferu). Zakupiono też we Francji cztery kanonierki wojennej budowy, a od Włoch odkupiono dwa zbudowane przed wojną dla Rumunii niszczyciele typu Marasti. W ramach nowego planu rozbudowy floty, w 1927 roku zamówiono we Włoszech nowe okręty, przede wszystkim dwa nowoczesne niszczyciele typu Regele Ferdinand, przyjęte do służby w 1930 roku. Rok później do służby wszedł też zbudowany we Włoszech okręt baza „Constanța”, a w 1936 pierwszy okręt podwodny NMS „Delfinul”. W 1937 roku zatwierdzono kolejny ambitny plan rozbudowy floty, który jednak został zrealizowany w minimalnym stopniu (zakładał budowę m.in. krążownika lekkiego, czterech niszczycieli i trzech okrętów podwodnych). W jego ramach zbudowano w Rumunii na podstawie planów zagranicznych tylko jeden stawiacz min „Amiral Murgescu” i dwa okręty podwodne, które ukończono dopiero w 1943 roku. W 1938 zakupiono szkolny żaglowiec „Mircea”, zbudowany przez Blohm und Voss, który pozostaje nadal w służbie. Ponadto na początku wojny zakupiono w Wielkiej Brytanii trzy kutry torpedowe; dalsze sześć kutrów zakupiono już podczas działań wojennych od Niemiec. W 1939 rumuńska flota statków handlowych Serviciul Maritim Român posiadała też 17 statków o wyporności łącznej 72 tysięcy ton.
Unikalną cechą marynarki rumuńskiej była konieczność utrzymywania silnej flotylli rzecznej na Dunaju. Tworzyły ją w okresie międzywojennym cztery monitory  zbudowane przed I wojną światową dla Rumunii w Austro-Węgrzech i trzy dalsze uzyskane w ramach podziału floty austro-węgierskiej, sześć porosyjskich baterii pływających (MR 491 do 496) oraz liczne kutry uzbrojone i trałowce rzeczne.
Podczas II wojny światowej rumuńskie siły morskie stojące po stronie Państw Osi składały się z czterech niszczycieli (dwóch przestarzałych typu Mărăști i dwóch typu Regele Ferdinand, trzech torpedowców, trzech okrętów podwodnych („Delfinul”, „Rechinul” i „Marsuinul”), pięciu stawiaczy min oraz dziewięciu kutrów torpedowych i 20 wodnosamolotów, w czasie gdy radziecka Flota Czarnomorska liczyła 100 okrętów, w tym pięć krążowników. Jedynie na krótko w 1943 roku Rumunia przejęła pięć włoskich miniaturowych okrętów podwodnych (typu CB). Dominacja Sowietów sprawiła, że w kampanii na Morzu Czarnym marynarka wojenna ograniczyła się do zadań minowania szlaków w zachodniej części morza oraz osłony konwojów przybrzeżnych. Na rumuńskich minach zatonęło 9 radzieckich okrętów podwodnych i być może niszczyciel „Moskwa”. Od 12 kwietnia do 14 maja 1944 roku, w rezultacie porażki na froncie wschodnim w bitwie o Krym, okręty rumuńskie dowodzone przez kontradmirała Horię Macellariu przeprowadziły największą w swojej historii operację wojskową ewakuowania ok. 130 tys. żołnierzy rumuńskich z Odessy i Sewastopola do Rumunii. Po obaleniu dyktatury Iona Antonescu w 1944 przez króla Michała I Rumunia przeszła na stronę aliantów, a okręty, które nie zostały jeszcze zniszczone przez radzieckie lotnictwo, zostały zarekwirowane we wrześniu przez ZSRR (dwa niszczyciele typu Regele Ferdinand i okręt podwodny „Marsuinul” zwrócono w 1951).

### Czasy powojenne
Za rządów komunistycznych do końca lat 60. zakupiono od ZSRR między innymi cztery małe okręty podwodne serii M-XV (1957), dziesięć kutrów torpedowych projektu 123 (1960), sześć kutrów rakietowych projektu 205 (kod NATO: Osa) (1964) i trzy korwety projektu 204 (NATO: Poti) (1969, V-31, V-32, V-33). Wyprodukowano też na licencji lub na bazie projektów radzieckich 27 trałowców projektu 255 (1956) i 12 dużych kutrów torpedowych typu Epitrop (1979). Chcąc częściowo uniezależnić się od ZSRR, w latach 1971−1983 kupiono w Chinach lub zbudowano na licencji 24 kutry torpedowe-wodoloty Typ 025 i 27 patrolowców Typ 062.
Od lat 70. Rumunia uruchomiła ambitny program budowy większych okrętów bojowych według własnych projektów, aczkolwiek opierających się na systemach uzbrojenia i wyposażenia elektronicznego kupowanych w ZSRR. Zbudowano w ten sposób do początku lat 90. cztery korwety zwalczania okrętów podwodnych typu Amiral Petre Bărbuneanu (kod NATO: Tetal), dwie ulepszone korwety typu Contraamiral Eustațiu Sebastian (kod NATO: Tetal II), a w końcu niszczyciel rakietowy „Muntenia”, po 1989 roku przemianowany na fregatę „Mărășești”. Z uwagi na ograniczone możliwości i brak doświadczenia konstruktorów, powstałe jednostki miały jednak umiarkowaną wartość bojową. Słabością tych okrętów był w szczególności ubogi zestaw wyposażenia radioelektronicznego, w większości przestarzałego, oraz brak systemów rakiet przeciwlotniczych. Zbudowano też w latach 80. własnej konstrukcji dwa stawiacze min, cztery trałowce i dwa uniwersalne okręty-bazy. W tej dekadzie powrócono też do nabywania nowoczesnych jednostek z ZSRR, których nie mógł dostarczyć własny przemysł, uzyskując okręt podwodny projektu 877 (NATO: Kilo) (1985, od 1995 w rezerwie) i dwa kutry rakietowe projektu 1241RE (NATO: Tarantul) (1989). Budowano oprócz tego liczne okręty rzeczne różnych klas.
Od 2004 roku Rumunia jest członkiem NATO, skromny budżet sprawia, że nawet okręty zbudowane w czasach transformacji były dozbrajane stopniowo w kolejnych latach budżetowych. Aby zbliżyć się do standardów okrętów wojennych państw NATO, Rumunia zakupiła dwie fregaty typu 22, wycofane z Royal Navy, zbudowane w latach 80. (‎„Regina Maria” i „Regele Ferdinand”). Okręty, chociaż kosztowały 116 mln GBP, pozbawione zostały uzbrojenia rakietowego, a uzbrojenie stanowią jedynie torpedy i armaty 76 mm Oto Melara, co czyni z nich duże okręty patrolowe. Umowa wywołała skandal w obu krajach, ponieważ zawarto ją z prywatną firmą BAE Systems, a brytyjski rząd otrzymał za okręty po 100 tysięcy GBP. Nie wiadomo, czy okręty zostaną dozbrojone. W 2011 roku fregata „Regele Ferdinand” (F-222) wspierała operację NATO Unified Protector w ramach blokady Libii z zaokrętowanym oddziałem komandosów. W grudniu 2016 roku rumuńskie ministerstwo obrony ujawniło projekt zakładający zbudowanie czterech korwet wielozadaniowych SIGMA w stoczni Damen w Gałczu (Galati) za 4,3 miliarda lei (0,95 miliarda euro). Pierwszy okręt ma powstać w dwa i pół roku od podpisania umowy.
W zakresie sił rzecznych, w 1952 roku Dywizja Dunaju została przekształcona w Flotyllę Dunaju z siedzibą w Giurgiu. Po 1960 roku istniały same brygady okrętów rzecznych. W 1995 roku ponownie sformowano Flotyllę Dunaju „Mihail Kogălniceanu”, przemianowaną w 2000 roku na Flotyllę Rzeczną „Mihail Kogălniceanu”, w 2006 roku na Służbą Rzeczną Dowództwa Floty, a w 2015 roku na Dowództwo Flotylli Rzecznej.

## Struktura
Siły Morskie Rumunii składają się (według stanu na 2022 rok) z Floty grupującej okręty morskie, Flotylli Rzecznej oraz baz morskich i pododdziałów logistycznych.
- Flota (rum. Flota)[18]
  - 56 Flotylla Fregat im. kontradmirała Horii Macellariu (Flotila 56 Fregate „Contraamiral Horia Macellariu”)
  - 50 Dywizjon Korwet (Divizionul 50 Corvete)
  - 146 Dywizjon Okrętów Minowych i Przeciwminowych (Divizionul 146 Nave Minare - Deminare)
  - 150 Dywizjon Okrętów Rakietowych (Divizionul 150 Rachete Navale)
  - 508 Dywizjon Rakietowy Brzegowy (Divizionul 508 Rachete de Coastă)
- Dowództwo Flotylli Rzecznej im. Mihaila Kogălniceanu (Comandamentul Flotilei Fluviale „Mihail Kogălniceanu”)[18]
  - 67 Dywizjon Okrętów Artyleryjskich (Divizionul 67 Nave Purtătoare de Artilerie)
  - 88 Dywizjon Patrolowców Rzecznych (Divizionul 88 vedete fluviale)
  - 307 Pułk Piechoty Morskiej „Heracleea” (Regimentul 307 Infanterie Marină „Heracleea”)
- bazy i logistyka (Baza Logistică Navală)

## Okręty

### Flotylla morska
| Typ                                                                 | Zdjęcie     | Okręty | Wejście do służby | Wyporność (t) | Długość (m) |
| Fregaty (3)                                                         | Fregaty (3) | Fregaty (3) | Fregaty (3)       | Fregaty (3)   | Fregaty (3) |
| ------------------------------------------------------------------- | ----------- | --- | ----------------- | ------------- | ----------- |
| Fregaty rakietowe typu 22                                           |             | F-221 Regele Ferdinand F-222 Regina Maria                                                                                           | 2004−2005         | 4800          | 145         |
| Fregaty typu Mărășești                                              |             | F-111 Mărășești | 1992              | 5790          | 144,6       |
| Korwety (7)                                                         |             | |                   |               |             |
| Korwety typu Amiral Petre Bărbuneanu (NATO: Tetal)                  |             | F-263 Vice-Amiral Eugeniu Roșca F-260 Amiral Petre Bărbuneanu                                                                       | 1983−1987         | 1440          | 92,7        |
| Korwety typu Contraamiral Eustațiu Sebastian (NATO: Tetal-II)       |             | F-264 Contraamiral Eustațiu Sebastian F-265 Contraamiral Horia Macellariu                                                           | 1989−1992         | 1500          | 92,4        |
| kutry rakietowe proj. 1241/Zborul (NATO: Tarantul)                  |             | F-188 Zborul F-189 Pescărușul F-190 Lăstunul                                                                                        | 1989−1991         | 455           | 57          |
| Okręty podwodne (1)                                                 |             | |                   |               |             |
| Okręt podwodny projektu 877 (NATO: Kilo, w rezerwie)                |             | Delfinul | 1985              | 3180          | 72,9        |
| Pozostałe (13)                                                      |             | |                   |               |             |
| Kutry torpedowe typu Epitrop (Zmodyfikowany projekt 205, NATO: Osa) |             | 202 Smeul 204 Vijelia 209 Vulcanul                                                                                                  | 1979−1989         | 215           | 38,6        |
| Trałowce typu Locotenent Remus Lepri (Musca)                        |             | DM-24 Locotenent Remus Lepri DM-25 Locotenent Lupu Dinescu DM-29 Locotenent Dimitrie Nicolescu DM-30 Sublocotenent Alexandru Axente | 1986−1989         | 790           | 60,8        |
| Stawiacz min Vice-Amiral Constantin Bălescu (typ Cosar)             |             | 274 Vice-Amiral Constantin Bălescu                                                                                                  | 1981              | 1450          | 79          |
| Okręty logistyczne typu Croitor                                     |             | 281 Constanța 283 Midia | 1979              | 3500          | 108         |
| Okręt zaopatrzeniowy projektu 406                                   |             | TMM-532 | 1992              | 2085          | 76,36       |
| Żaglowiec typu Gorch Fock                                           |             | Mircea | 1939              | 1604          | 67,84       |
| Okręt dowodzenia                                                    |             | Egreta |                   |               |             |

### Flotylla rzeczna
| Typ                                 | Zdjęcie | Okręty | Wejście do służby | Wyporność (t) | Długość (m) |
| ----------------------------------- | ------- | ------ | ----------------- | ------------- | ----------- |
| Monitory typu Mihail Kogălniceanu   |         | 3      | 1993−1998         | 550           | 52,1        |
| Kanonierki typu Smârdan (Brutar II) |         | 3      | 1990−1993         | 370           | 50,7        |
| Kanonierki typu Grivița (Brutar I)  |         | 2      | 1987−1989         | 320           | 45,7        |
| Łodzie patrolowe typu VD 141        |         | 12     | 1976−1984         | 97            | 33,3        |

### Śmigłowce
| Zdjęcie | Śmigłowiec         | Typ                  | W służbie | Uwagi                         |
| ------- | ------------------ | -------------------- | --------- | ----------------------------- |
|         | IAR 330 Puma Naval | śmigłowiec pokładowy | 3         | Licencyjny Aérospatiale Puma. |